# Stormyrhögen
Stormyrhögen är ett naturreservat i Strömsunds kommun i Jämtlands län.
Området är naturskyddat sedan 2009 och är 36 hektar stort. Reservatet ligger på Stormyrhögens östsluttning mot Stor-Allvattnet och består av asprik granskog.